# 이우혁 (1993년)
이우혁(李愚赫, 1993년 2월 24일 ~ )은 대한민국의 축구 선수이며 포지션은 수비형 미드필더이다. 현 K4리그 평창 유나이티드 FC에서 활약하고 있다.

## 클럽 경력
고등학교를 갓 졸업하고 만 18세의 어린 나이로 2011 K리그 드래프트에 지원하여 강원 FC에 입단하였다. 데뷔 첫 해 리그 7경기에 출전하였다. 2013시즌까지는 대부분의 시간을 벤치에서 보냈지만 2014시즌 팀이 K리그 챌린지로 강등 된 이후 이전보다 더 많은 기회를 부여받았다. K리그 챌린지에서의 좋은 활약을 바탕으로 2016시즌을 앞두고 전북 현대 모터스에 입단하며 K리그 클래식 무대로 복귀한다.
하지만 전북에서는 많은 기회를 얻지 못했고 1년만에 팀 동료 이한도와 함께 광주 FC로 이적했다. 광주에서는 좋은 모습을 보이며 주전으로 활약했지만, 팀의 강등을 막지는 못했다.
2018 시즌을 앞두고 인천 유나이티드로 이적했다.
2021시즌을 앞두고 K리그2의 경남 FC로 이적했다.

## 가족 관계
과거 강원 FC 시절 팀 동료였던 배효성이 매형이다.

## 배우자
- 축구선수 이민아

## 수상

### 전북 현대
- AFC 챔피언스리그 우승 1회 (2016)